# Privatisations en France
Les privatisations en France sont l'ensemble des privatisations des biens ou entreprises appartenant à l'État français. La privatisation peut être totale si toute l'entreprise passe dans le secteur privé, ou partielle, si seulement une partie du capital est vendue.
Le mouvement de privatisation moderne commence en 1986 sous le gouvernement de cohabitation dirigé par Jacques Chirac et se poursuit sous la plupart des gouvernements ultérieurs. Les privatisations ont mené à une chute de la part de l'emploi public dans l'emploi salarié, passant de 10,5 % à 3,4 % entre 1985 et 2011. Elles provoquent une division par deux du nombre d'entreprises publiques sur la même période.
Fin 2013, l'État contrôlait majoritairement, directement ou indirectement, 1 444 sociétés qui employaient 801 270 salariés. 30 ans auparavant, 3 500 sociétés étaient sous contrôle de l'Etat et les effectifs salariés atteignaient les 2 350 000 personnes.

## Motifs
Un des motifs des privatisations est la justification que l'État français est fortement endetté et que les recettes de privatisation sont un moyen immédiat de réduire la dette publique. D'aucuns arguent néanmoins du fait que cela réduit à long terme les revenus perçus par l'État.
Raymond Lévy, ancien président de Renault, soutient que les entreprises publiques concurrentielles, qui travaillent dans des secteurs sans monopole naturel ni fonctionnement en réseau, n'ont pas de justification à relever du service public. Il estime que la raison d'être de ces dernières touche à sa fin pour six raisons :
1. la stratégie d'entreprise (affrontement entre les ambitions de la puissance publique et la pertinence économique, jusqu'à reprendre des affaires en situation précaire, ce qu'il considère être de « l'abus de biens sociaux »),
2. la gestion financière (d'après lui bien des projets ont été lancés « par l'État avec des dotations en capital insuffisantes, rendant exsangues les entreprises du fait de charges financières insupportables »),
3. la mauvaise gestion de l'État actionnaire (« souvent peu généreux pour cause budgétaire, parfois prodigue pour les industries en déclin, ou les secteurs à la mode »),
4. la fonction commerciale (l'État a tendance à aider ses entreprises publiques au détriment de leurs concurrentes privées parfois plus fortes),
5. la concurrence à l'étranger (la situation ambigüe des sociétés publiques en secteur concurrentiel peut les handicaper à l'étranger dans un contexte de libéralisation économique ou au contraire très nationaliste)
6. et le management (les dirigeants choisis dans les entreprises publiques ne le sont pas en fonction de leur seule expérience et leurs mandats sont courts car ils changent souvent au gré de l'alternance politique)[3].

De plus, certains, comme Jean-Marc Daniel et Erwan Le Noan, affirment que l'État est un mauvais actionnaire et gestionnaire. En particulier ils estiment que l'État tente d'imposer des prix trop bas pour peser sur l'inflation et l'indice des prix ou qu'au contraire il maintient des monopoles qui entretiennent des prix « artificiellement élevés » (comme dans le transport aérien). D'après eux seuls de rares secteurs devraient être publics, comme les monopoles naturels, bien que ces derniers puissent être des concessions de service public.

## Historique

### Gouvernement Jacques Chirac
Le gouvernement Jacques Chirac arrive au pouvoir en 1986 après les élections législatives de 1986. Le programme du gouvernement, inspiré des néolibéraux anglais et américains, est la dérégulation et la privatisation (le désengagement de l'État selon l'expression de Henri Bourguinat) du secteur public. Une grande vague de privatisations est ainsi lancée dès 1986.
Selon l’édition 2001 de L'État de la France (La Découverte), en 1986-1988, le gouvernement Chirac avait vendu pour 100 milliards de francs (valeur 1999) d’actifs publics. D'autres sources avancent le chiffre de 70 ou 72 milliards de francs, ou encore de 65 milliards.
- Saint-Gobain, 1986 (8,4 milliards de francs).
- Paribas, 23 janvier 1987, mise en bourse de 100 % du capital (OPV), (12,8 milliards de francs).
- TF1, 16 avril 1987, Bouygues devient actionnaire de référence, (4,4 milliards de francs).
- Crédit commercial de France, 7 mai 1987, mise en bourse de 100 % du capital, (2,2 milliards de francs).
- Compagnie générale d'électricité (la CGE devient Alcatel-Alsthom puis Alcatel en 1998) 23 mai 1987, mise en bourse de 100 % du capital, 2,5 millions de souscripteurs, 5,4 milliards de francs).
- Société générale, 27 juin 1987, mise en bourse de 100 % du capital, (17,2 milliards de francs).
- Havas, 1987, (2,8 milliards de francs).
- Mutuelle générale française, 1987.
- Banque du bâtiment et des travaux publics, 1987 (0,4 milliard de francs).
- Matra, 1988, (1 milliard de francs).
- Suez (groupe) (14,9 milliards de francs).

| Privatisations sous le gouvernement de Jacques Chirac II (1986-1988) | Privatisations sous le gouvernement de Jacques Chirac II (1986-1988) | Privatisations sous le gouvernement de Jacques Chirac II (1986-1988) |
| -------------------------------------------------------------------- | -------------------------------------------------------------------- | -------------------------------------------------------------------- |
| 1986                                                                 | Saint-Gobain                                                         | Industrie                                                            |
| 1987                                                                 | Paribas                                                              | Crédit                                                               |
| 1987                                                                 | TF1                                                                  | Information                                                          |
| 1987                                                                 | Crédit commercial de France                                          | Crédit                                                               |
| 1987                                                                 | Compagnie générale d'électricité                                     | Énergie                                                              |
| 1987                                                                 | Société générale                                                     | Crédit                                                               |
| 1987                                                                 | Havas                                                                | Information                                                          |
| 1987                                                                 | Mutuelle générale française                                          | Crédit                                                               |
| 1987                                                                 | Banque du bâtiment et des travaux publics                            | Crédit                                                               |
| 1988                                                                 | Matra                                                                | Hautes technologies et transports                                    |
| 1988                                                                 | Suez                                                                 | Énergie                                                              |

### Gouvernement Michel Rocard
François Mitterrand souhaite revenir sur les privatisations opérées par le gouvernement Chirac, mais son Premier ministre, Michel Rocard, y est réticent. Peu de privatisations auront lieu durant le second septennat lorsque les socialistes sont aux commandes. Les privatisations sous Michel Rocard auraient toutefois rapporté l'équivalent de 2 milliards d'euros sur trois ans.
Deux grandes entreprises sont partiellement privatisées. Il s'agit d'abord de Renault, avec une ouverture du capital à des capitaux privés en 1990, puis du Crédit local de France, le 5 avril 1991, avec une cession de titres. L'actionnariat est réparti entre l’État (25,5%), la Caisse des dépôts (25%), et les investisseurs et particuliers français et étrangers (49,5 %).
| Privatisations sous le gouvernement de Michel Rocard (1991-1992) | Privatisations sous le gouvernement de Michel Rocard (1991-1992) | Privatisations sous le gouvernement de Michel Rocard (1991-1992) |
| ---------------------------------------------------------------- | ---------------------------------------------------------------- | ---------------------------------------------------------------- |
| 1990                                                             | Renault (partiel)                                                | Transports                                                       |
| 1991                                                             | Crédit local de France (partiel)                                 | Crédit                                                           |

### Gouvernement Édith Cresson
Edith Cresson et Dominique Strauss-Kahn réussissent à convaincre le président Mitterrand de la nécessité d'abandonner publiquement le principe, annoncé lors de l'élection présidentielle de 1988, du « ni nationalisation, ni privatisation », en arguant que des cessions d'actifs permettraient à l’État de se financer et de créer de l'emploi. Le chiffre avancé par Édith Cresson est de 12 milliards de francs potentiellement générés.
La Première ministre insiste pour que les recettes tirées de ces privatisations partielles soient affectées à l'industrie, et en particulier aux entreprises publiques en besoin de recapitalisation (Thomson, Bull), mais le Ministre des Finances Pierre Bérégovoy fait en sorte que les recettes soient affectées sur un compte spécial au Trésor.
La morosité des marchés cause une baisse de la valeur des titres des entreprises privatisées, qui ne génèrent que 5,6 milliards de francs :
- Elf Aquitaine
- Crédit local de France

| Privatisations sous le gouvernement d’Édith Cresson (1991-1992) | Privatisations sous le gouvernement d’Édith Cresson (1991-1992) | Privatisations sous le gouvernement d’Édith Cresson (1991-1992) |
| --------------------------------------------------------------- | --------------------------------------------------------------- | --------------------------------------------------------------- |
| 1992                                                            | Elf Aquitaine                                                   | Énergie                                                         |
| 1992                                                            | Crédit local de France                                          | Crédit                                                          |

### Gouvernement Édouard Balladur
L'ensemble des privatisations sur la période 1993-1995 aurait rapporté 114 milliards de francs en trois ans, soit 20 milliards d'euros environ. Ces privatisations ont principalement eu lieu dans le secteur bancaire. En 1993, la BNP est privatisée, suivie de l'UAP et de la COFACE en 1994.
Dans le secteur des énergies, Elf-Aquitaine et TOTAL sont privatisés en 1994. Une entreprise pétrochimique, Rhône-Poulenc, est privatisée en 1993, puis une entreprise de tabac, la SEITA, le 6 février 1995.
| Privatisations sous le gouvernement d’Édouard Balladur (1993-1995) | Privatisations sous le gouvernement d’Édouard Balladur (1993-1995) | Privatisations sous le gouvernement d’Édouard Balladur (1993-1995) |
| ------------------------------------------------------------------ | ------------------------------------------------------------------ | ------------------------------------------------------------------ |
| 1993                                                               | Rhône-Poulenc                                                      | Hautes technologies                                                |
| 1993                                                               | BNP                                                                | Crédit                                                             |
| 1994                                                               | Elf-Aquitaine                                                      | Énergie                                                            |
| 1994                                                               | Coface                                                             | Crédit                                                             |
| 1994                                                               | UAP                                                                | Crédit                                                             |
| 1995                                                               | SEITA                                                              | Tabac                                                              |
| 1995                                                               | TOTAL                                                              | Énergie                                                            |

### Gouvernement Alain Juppé
L'ensemble des privatisations sur la période 1995-1997 aurait rapporté 40 milliards de francs en dix-huit mois.
- AGF, 1996, mise en bourse de 51 % du capital, l'État ne conservant que 2 %.
- CGM (Compagnie générale maritime), 1996, vente de gré à gré, pour 20 millions de francs, à la Compagnie maritime d'affrètement (CMA) qui devient CMA-CGM.
- Péchiney, 1995.
- Usinor-Sacilor, 1995.
- Renault, 1996, nouvelle ouverture du capital.
- Compagnie française de navigation rhénane (CFNR), 8 novembre 1996, vente de gré à gré à l'association technique de l'importation charbonnière (ATIC) des 75,7 % du capital détenus par l'État.
- BFCE, 1996, vente de gré à gré au Crédit national. La fusion de ce dernier avec la BFCE donne naissance à la banque Natexis.
- Bull, 1997.

| Privatisations sous le gouvernement d'Alain Juppé (1995-1997) | Privatisations sous le gouvernement d'Alain Juppé (1995-1997) | Privatisations sous le gouvernement d'Alain Juppé (1995-1997) |
| ------------------------------------------------------------- | ------------------------------------------------------------- | ------------------------------------------------------------- |
| 1995                                                          | Péchiney                                                      | Production                                                    |
| 1996                                                          | Usinor-Sacilor                                                | Production                                                    |
| 1996                                                          | AGF (partiel)                                                 | Crédit                                                        |
| 1996                                                          | CGM                                                           | Transports                                                    |
| 1996                                                          | Renault                                                       | Transports                                                    |
| 1996                                                          | Compagnie française de navigation rhénane                     | Transports                                                    |
| 1996                                                          | BFCE                                                          | Crédit                                                        |
| 1997                                                          | Bull                                                          | Hautes technologies                                           |

### Gouvernement Lionel Jospin
L'ensemble des privatisations sur la période 1997-2002 aurait rapporté 210 milliards de francs en cinq ans, soit 31 milliards d'euros.
- Air France, 1999, ouverture du capital.
- Autoroutes du sud de la France (ouverture du capital)
  - Mars 2002 : mise en bourse de 49 % du capital, recette : 1,8 milliard d'euros.
- Crédit lyonnais, 12 mars 1999 (décret)
- France Télécom, 1997, ouverture du capital, 42 milliards de francs.
  - Octobre 1997 : mise en bourse de 21 % du capital
  - Novembre 1998 : mise en bourse de 13 % du capital
- Eramet, 1999.
- GAN, 1998.
- Thomson Multimédia
  - 1998, ouverture du capital.
  - 2000, suite.
- CIC, 1998.
- CNP, 1998.
- Aérospatiale (EADS), 2000, ouverture du capital.

| Privatisations sous le gouvernement de Lionel Jospin (1997-2002) | Privatisations sous le gouvernement de Lionel Jospin (1997-2002) | Privatisations sous le gouvernement de Lionel Jospin (1997-2002) |
| ---------------------------------------------------------------- | ---------------------------------------------------------------- | ---------------------------------------------------------------- |
| 1997                                                             | France Télécom                                                   | Télécommunications                                               |
| 1998                                                             | GAN                                                              | Crédit                                                           |
| 1998                                                             | Thomson Multimédia                                               | Hautes technologies                                              |
| 1998                                                             | CIC                                                              | Crédit                                                           |
| 1998                                                             | CNP                                                              | Crédit                                                           |
| 1999                                                             | Air France (partiel)                                             | Transports                                                       |
| 1999                                                             | Crédit lyonnais                                                  | Crédit                                                           |
| 2000                                                             | Aérospatiale                                                     | Hautes technologies et transports                                |
| 2000                                                             | Thomson Multimédia                                               | Hautes technologies                                              |
| 2002                                                             | Autoroutes du Sud de la France                                   | Infrastructures                                                  |

### Gouvernement Jean-Pierre Raffarin
L'ensemble des privatisations sur la période 2002-2005 aurait rapporté 13 milliards d'euros en trois ans.
- Autoroutes Paris-Rhin-Rhône (privatisation partielle)
- France Télécom (5.1 milliards d'euros)
  - Septembre 2004 : mise en bourse de 10,85 % du capital (part résiduelle de l'État : 42,25 %)
- SNECMA, (2.2 milliards d'euros)
  - 18 juin 2004, mise en bourse de 35 % du capital pour une recette de 1,3 milliard d'euros ;
  - 29 octobre 2004, rapprochement avec Sagem dans le cadre d'une OPA/OPE qui achève la privatisation de la Snecma. Après fusion, le nouvel ensemble prend le nom de Safran.
- Société des autoroutes du Nord et de l'Est de la France (privatisation partielle)
- Crédit Lyonnais (2.2 milliards d'euros)
- Thomson (0.95 milliard d'euros)

| Privatisations sous le gouvernement de Jean-Pierre Raffarin (2002-2005) | Privatisations sous le gouvernement de Jean-Pierre Raffarin (2002-2005) | Privatisations sous le gouvernement de Jean-Pierre Raffarin (2002-2005) |
| ----------------------------------------------------------------------- | ----------------------------------------------------------------------- | ----------------------------------------------------------------------- |
| 2004                                                                    | France Télécom                                                          | Télécommunications                                                      |
| 2004                                                                    | SNECMA                                                                  | Hautes technologies                                                     |
|                                                                         | Société des autoroutes du Nord et de l'Est de la France                 | Infrastructures                                                         |
|                                                                         | Autoroutes Paris-Rhin-Rhône                                             | Infrastructures                                                         |
|                                                                         | Crédit Lyonnais                                                         | Crédit                                                                  |
|                                                                         | Thomson                                                                 | Hautes technologies                                                     |

### Gouvernement Dominique de Villepin
Sur la période 2005-2007, il y eut les privatisations suivantes :
- Société des autoroutes du Nord et de l'Est de la France (privatisation totale par cession de gré à gré du solde du capital - 75 % - sur appel d'offres, pour 4,03 milliards d'euros)
- Autoroutes Paris-Rhin-Rhône (privatisation totale par cession de gré à gré du solde du capital - 70 % - sur appel d'offres)
- Autoroutes du sud de la France (privatisation totale par cession de gré à gré du solde du capital - 51 % - sur appel d'offres)
- Gaz de France, 8 juillet 2005, mise en bourse de 20 % du capital, dont une partie en augmentation de capital. L'opération rapporte environ 2,5 milliards d'euros à l'État et 2 milliards à l'entreprise.
- SNCM (privatisation partielle)
- Électricité de France (privatisation partielle), novembre 2005
- Aéroports de Paris, (privatisation partielle)
- DCNS, ancienne Direction des constructions navales (privatisation partielle)

Les privatisations de la droite entre 2002 et 2007 auraient rapporté l'équivalent de 38 milliards d'euros.
| Privatisations sous le gouvernement de Dominique de Villepin (2005-2007) | Privatisations sous le gouvernement de Dominique de Villepin (2005-2007) | Privatisations sous le gouvernement de Dominique de Villepin (2005-2007) |
| ------------------------------------------------------------------------ | ------------------------------------------------------------------------ | ------------------------------------------------------------------------ |
| 2005                                                                     | Gaz de France                                                            | Énergie                                                                  |
| 2005                                                                     | Électricité de France                                                    | Énergie                                                                  |
| 2006                                                                     | Société des autoroutes du Nord et de l'Est de la France                  | Infrastructures                                                          |
| 2006                                                                     | Autoroutes Paris-Rhin-Rhône                                              | Infrastructures                                                          |
| 2006                                                                     | Autoroutes du sud de la France                                           | Infrastructures                                                          |

### Gouvernement François Fillon
Sur la période 2007-2012, le gouvernement Fillon a peu privatisé. La crise bancaire et financière de l'automne 2008 a fait baisser les cours boursiers, rendant toute privatisation peu rentable financièrement. Les privatisations ont rapporté 8 milliards d'euros.
Certaines privatisations sont héritées de plans mis en place sous Jacques Chirac. Il en est ainsi de la privatisation de Dagris, mise en place en 2006 mais actée en 2008.
| Privatisations sous le gouvernement de François Fillon (2007-2012) | Privatisations sous le gouvernement de François Fillon (2007-2012) | Privatisations sous le gouvernement de François Fillon (2007-2012) |
| ------------------------------------------------------------------ | ------------------------------------------------------------------ | ------------------------------------------------------------------ |
| 2007                                                               | Semmaris                                                           |                                                                    |
| 2008                                                               | Gaz de France                                                      | Énergie                                                            |
| 2008                                                               | Dagris                                                             | Textile                                                            |
| 2011                                                               | GRTgaz (partiel)                                                   | Énergie                                                            |

### Gouvernement Jean-Marc Ayrault
La présidence socialiste voit un retour des privatisations. La caractéristique de ces privatisations est d'être, pour la plupart, partielles. Sur la période 2012-2014, le gouvernement de Jean-Marc Ayrault a procédé à différentes privatisations partielles, allant de cessions de 1 % à 9,5 %.
L'entreprise de hautes technologies Safran voit ses capitaux publics être progressivement vendus, avec une cession de 3,12 % du capital en mars 2013 (448,5M €), puis 4,7 % (900M €) en novembre 2013. L'État détient désormais 22,4 % du capital. Ces cessions continuent sous Manuel Valls.
L'entreprise de hautes technologies, transports et armement EADS (aujourd'hui Airbus Group) voit également son capital public être cédé progressivement. En avril 2013, le gouvernement cède 3,66 % du capital, ce qui a rapporté 1,2 milliard d'euros à l'État ; en janvier 2014, 1 % du capital est vendu pour 450 M€.
En juin 2013, l’État cède de 9,5 % du capital d'Aéroports de Paris pour 738 millions d'euros. L'État conserve 50,6 % du capital.
| Privatisations sous le gouvernement de Jean-Marc Ayrault (2012-2014) | Privatisations sous le gouvernement de Jean-Marc Ayrault (2012-2014) | Privatisations sous le gouvernement de Jean-Marc Ayrault (2012-2014) |
| -------------------------------------------------------------------- | -------------------------------------------------------------------- | -------------------------------------------------------------------- |
| 2013                                                                 | Safran                                                               | Hautes technologies                                                  |
| 2013                                                                 | EADS                                                                 | Hautes technologies, transports et armement                          |
| 2013                                                                 | Aéroports de Paris                                                   | Infrastructures                                                      |
| 2013                                                                 | Safran                                                               | Hautes technologies                                                  |
| 2014                                                                 | Airbus                                                               | Hautes technologies, transports et armement                          |

### Gouvernement Manuel Valls
Le gouvernement de Manuel Valls acte plusieurs privatisations sur la période 2014-2016. Ces privatisations sont toutefois presque toutes partielles, et non totales. Elles génèrent environ 8 milliards d'euros.
Plusieurs privatisations ont trait aux infrastructures que sont les aéroports. En décembre 2014, 49,9 % du capital de l'aéroport de Toulouse-Blagnac sont cédés pour 308 millions d'euros,. L’État conserve 10,1 %, la Chambre de commerce et d'industrie de Toulouse 25 %, et les collectivités territoriales 15 %. En novembre 2016, 60 % du capital de l'aéroport de Lyon-Saint-Exupéry sont vendus pour 535 millions d'euros. La Chambre de commerce et d'industrie de Lyon conserve 25 % et les collectivités territoriales 15%. Le même mois, c'est également 60 % du capital de l'aéroport de Nice-Côte d'Azur qui sont vendus pour 1,222 milliard d'euros. La Chambre de commerce et d'industrie de Nice-Côte d'Azur conserve 25 % et les collectivités territoriales 15%.
L'entreprise de hautes technologies Safran est privatisée partiellement en trois fois. En mars 2015, 3,96 % du capital sont vendus pour environ 1 milliard d'euros. L’État détient 18,03 % du capital. En novembre 2015, le gouvernement cède 2,64 % du capital pour 753,5 millions d'euros. L’État détient 15,39 % du capital. En novembre 2016, 1,39 % du capital de Safran sont vendus pour 365 millions d'euros. L’État détient alors 14,00 % du capital.
En janvier 2015, l'entreprise d'armement Nexter est privatisée, pour être fusionnée avec l'entreprise allemande KMW pour former KNDS.
| Privatisations sous le gouvernement de Manuel Valls (2014-2017) | Privatisations sous le gouvernement de Manuel Valls (2014-2017) | Privatisations sous le gouvernement de Manuel Valls (2014-2017) |
| --------------------------------------------------------------- | --------------------------------------------------------------- | --------------------------------------------------------------- |
| 2014                                                            | Aéroport de Toulouse-Blagnac (partiel)                          | Infrastructures                                                 |
| 2015                                                            | Safran (partiel)                                                | Hautes technologies                                             |
| 2015                                                            | Nexter (partiel)                                                | Armement                                                        |
| 2015                                                            | Safran (partiel)                                                | Hautes technologies                                             |
| 2016                                                            | Aéroport de Lyon-Saint-Exupéry (partiel)                        | Infrastructures                                                 |
| 2016                                                            | Aéroport de Nice-Côte d'Azur                                    | Infrastructures                                                 |
| 2016                                                            | Safran (partiel)                                                | Hautes technologies                                             |

### Gouvernements Édouard Philippe
Le gouvernement propose un projet de privatisation d'EDF, le Projet Hercule. Une partie d'EDF aurait été conservée par l’État, tandis qu'une autre aurait été privatisée. Il est finalement abandonné en 2021. La privatisation du Groupe ADP est suspendu du fait du RIP en cours.
| Privatisations sous le gouvernement d’Édouard Philippe (2017-2020) | Privatisations sous le gouvernement d’Édouard Philippe (2017-2020) | Privatisations sous le gouvernement d’Édouard Philippe (2017-2020) |
| ------------------------------------------------------------------ | ------------------------------------------------------------------ | ------------------------------------------------------------------ |
| 2019                                                               | Engie (partiel)                                                    | Énergie                                                            |
| 2019                                                               | Française des jeux                                                 | Loisirs                                                            |